# Conus bessei
Conus bessei é uma espécie de gastrópode do gênero Conus, pertencente à família Conidae.